# Oliver Daemen
Oliver Daemen,, né le 20 août 2002 à Oisterwijk aux Pays-Bas, est un étudiant qui est devenu le troisième néerlandais à effectuer un vol spatial,.
À l'âge de 18 ans, il est devenu le 20 juillet 2021 la personne la plus jeune et la première personne née au vingt-et-unième siècle à aller dans l'espace,. Il a volé lors de la mission Blue Origin NS-16 à bord d'un véhicule New Shepard,.

## Biographie

### Études
Oliver obtient son diplôme d'études secondaires au lycée Saint-Odolf (en néerlandais : St.-Odulphuslyceum) de Tilbourg en 2020 et prend une année sabbatique avant de poursuivre ses études pour obtenir sa licence de pilote privé. En septembre 2021, Oliver ira à l'université d'Utrecht pour étudier la physique et la gestion de l'innovation.

### Vol spatial
En juin 2021, Oliver et son père Joes Daemen, fondateur et président de Somerset Capital Partners, ont participé à une vente aux enchères spéciale pour une œuvre caritative organisée par Blue Origin. Bien qu'ils aient raté l'enchère la plus élevée, Blue Origin a tout de même choisi le Néerlandais, car le gagnant de l'enchère (resté anonyme à l'époque mais qui se révèlera être Justin Sun) a choisi de voler à une date ultérieure différente.